# فردریک ثوردندال
فردریک ثوردندال (به سوئدی: Fredrik Thordendal) (زاده ۱۱ فوریه ۱۹۷۰) نوازنده سوئدی گیتار لید گروه مشوگا است. 
او به همراه نوازنده گیتار ریتم گروه مشوگا، مورتن هاگسترم، در رتبه ۳۵ام ۱۰۰ گیتاریست بزرگ تمام دوران مجله دنیای گیتار قرار گرفته‌اند.